# Мерчендайзинг
Мерчендайзинг (англ. merchandising, підвищення товарності) — це комплекс заходів у торговельній точці, метою яких є підвищення попиту на продукцію; мистецтво представити товар у торговому залі. Ці заходи дозволяють сформувати у споживачів позитивний імпульс, спрямований не тільки на купівлю, а також на створення іміджевого образу торгової марки у свідомості покупця.

## Загальна характеристика
З усіх засобів збільшення попиту на продукцію мерчендайзинг вирізняється своєю відносно низькою вартістю для фірми та дієвістю відносно потреб споживача. В Україні 97 % покупок здійснюється через підприємства роздрібної торгівлі. На місці продажу споживчий імпульс формується безпосередньо під впливом таких факторів: доступності товару, його розташування, наявності достатньої інформації, ціни. Мерчендайзингові інструменти дозволяють донести до споживача максимальну кількість інформації, ознайомити його з новими асортиментними позиціями або з властивими їм якостями. При цьому не виникає потреби в додаткових витратах на навчання та мотивацію персоналу торговельної точки. В загальній маркетинговій концепції товару найважливіше місце займають такі інструменти мерчендайзингу: стандарти розміщення в торговельному просторі, використання P.O.S.-матеріалів, розробка нових форм фірмового обладнання (наприклад, пластиковий трей під маленькі соки «Сандорик» ТМ «Sandora»). Маркетингові служби підприємств повинні взяти до уваги, мабуть, головне правило мерчендайзингу: «Ефективно працює те, що працює у своєму місці, у свій час та має оптимальний розмір».

## Функції
Щодо основних функцій мерчендайзингу, то в структурі просування до них можна віднести:
- створення конкурентної переваги магазину й окремих марок;
- ефективне представлення товару на ринку;
- забезпечення покупців необхідною інформацією;
- формування прихильності до магазину й окремих торгових марок, збільшення числа лояльних покупців і завоювання нових;
- привернення уваги покупця до товарів, звертання уваги на нові продукти та спеціальні пропозиції;
- закріплення у свідомості покупців відмінних рис марок;
- вплив на поведінку споживачів, дотримуючись при цьому соціальної законності й етичних норм;
- підвищення рівня прийняття рішень покупцем безпосередньо в точці продажу, збільшення часу перебування покупця в магазині і число його покупок.

## Правила, яких повинні дотримуватись виробники при розробці стандартів мерчендайзингу
- 1) на фірмовому обладнанні персонал повинен підтримувати стандартний порядок, постійно заповнені полиці (в разі відсутності асортиментної позиції пусте місце дублюється сусідньою позицією);
- 2) треба мати на увазі, що представленість товарного напряму залежить від розмірів торговельної площі, тому стандарти повинні бути «багатофункціональними» (для маленьких магазинів, для великих тощо);
- 3) на першому місці знаходиться та асортиментна позиція, на яку передбачається підвищення попиту, або «локомотивна» позиція;
- 4) стандарти мерчендайзингу повинні цілком збігатися з головною маркетинговою стратегією (наприклад, якщо фірма позиціює себе як виробника сімейної продукції, то на першому місці повинні знаходитись товари для дітей);
- 5) стандарти розробляються з урахуванням особливостей продукції (пральні порошки найкраще розміщувати за вагою та очисними якостями, а напої — за групами фруктів та овочів — тропічна група, класична група (яблуко, томат);
- 6) стандарти не повинні базуватись на кольоровій гамі, адже кожен поважний виробник має єдині фірмові кольори; споживач не може сконцентрувати увагу, коли кольори «змішуються» у різнобарвній палітрі;
- 7) фірмове обладнання та продукція повинні розміщуватись у торговому залі згідно з класом клієнта. Наприклад, у супермаркетах кожен виробник розміщує якомога більше асортиментних одиниць, але в маленькому магазині виставляються або ходові для нього позиції, або класичні фірмові. Не треба заповнювати всі торгові полиці, тому що «слабкий» клієнт не має змоги оплатити одразу всю партію, буде затягувати строки оплати;
- 8) обов'язкове заохочення персоналу магазину підтримувати порядок на полицях фірмового обладнання. Адже немає такого продавця, який постійно робив би те, за що йому безпосередньо не платять. Мерчендайзер заходить в магазин максимум два рази на тиждень, інший час хазяїном полиць є продавець. Бажаного ефекту можна досягнути за допомогою подарунків (фірмових олівців, календарів, соків, кондитерських виробів, заохочень типу «найкращий продавець місяця»). Тим більше, що особливих витрат при цьому виробник не несе;
- 9) розробка стандартів повинна базуватись не на власному смаку, а на підставі об'єктивних даних, які повинні надати працівники маркетингової служби. Будь-який теоретичний стандарт призводить до збільшення споживчої активності відносно товару тільки тоді, коли він неодноразово проходив «проби» на практиці;
- 10) заклади типу HORECA (від англ. hotel — готель, restaurant- ресторан, cafe — кафе) мають таку особливість — їх клієнти здебільшого не стикаються з фірмовим обладнанням та упакуванням (в ресторані сік подають у посуді зі скла тощо), тому їх мерчендайзинг має деякі відмінності. В установах харчування необхідно звернути увагу на наявність логотипу на посуді, за домовленістю з адміністрацією прикрасити приміщення стилізованими картинами, які одночасно асоціюються з вашою продукцією та органічно вписуються в загальний дизайн приміщення; в барах та кафе необхідно розмістити оптимальну кількість воблерів, шелфтокерів (перебільшення кількості інструментів мерчендайзингу призведе до ефекту «новорічної ялинки»); розташування виробником свого продукту на перших, пріоритетних позиціях меню кожної категорії, на яку насамперед будуть звертати свою увагу клієнти покупця; (у спеціалізованих пивних закладах фірма не обійдеться без брендованих кластерів; у готелях виробники побутової хімії розміщують власні вироби, а також гігієнічні набори з логотипом (рушники, халати, посуд для щіток та пасти)).